# Belle Époque (mini-série)
Pour les articles homonymes, voir Belle Époque (homonymie).
Belle Époque est une mini-série française en trois épisodes de 90 minutes, créée d'après le dernier scénario de François Truffaut et diffusée à partir du 29 décembre 1995 sur TF1 et au Québec à partir du 4 février 1996 à Super Écran.

## Synopsis
Lucien, un industriel, est victime d'un attentat (raté) anticapitaliste par un anarchiste.

## Distribution
- André Dussollier : Lucien Lachenay
- Kristin Scott Thomas : Alice Avellano
- Benno Fürmann : Alphonse
- Isabelle Carré : Laure
- Rüdiger Vogler : Jules
- Marthe Keller : Antoinette
- Sabine Haudepin : Henriette Caillaux
- Francesco Casale : Perugia
- Laura Devoti : Celine
- Yves Jacques : Augustin
- Claude Jade : Mère de Clémence
- Françoise Christophe : Mélanie
- avec la voix de Jeanne Moreau : la récitante

## Fiche technique
- Réalisation : Gavin Millar
- Scénario : François Truffaut, Jean Gruault
- Sociétés de production : Transfilm International, Productions EGM, Les Productions de la Grande Année et GMT Productions

## Commentaires
À l'origine, le rôle de Lucien Lachenay devait être interprété par Gérard Depardieu et celui d'Alphonse par Jean-Pierre Léaud.
Jeanne Moreau est la narratrice feutrée, André Dussollier (Une belle fille comme moi de Truffaut) interprète l'industriel-célibataire. On retrouve aussi l'actrice fétiche des aventures d'Antoine Doinel, Claude Jade en mère d'une petite fille, qui trouve un refuge pendant une inondation chez Dussollier et Kristin Scott-Thomas, la jeune Sabine Haudepin bien des années après Jules et Jim dans le rôle d'Henriette Caillaux.

## Radio
- Jean Lebrun, Philippe Pelletier, Les anarchistes : le moment terroriste, et après ?, France Inter, 26 novembre 2015, écouter en ligne.